# Kalāteh-ye Bām
Kalāteh-ye Bām (persiska: کلاته بام) är en ort i Iran.   Den ligger i provinsen Nordkhorasan, i den nordöstra delen av landet, 600 km öster om huvudstaden Teheran. Kalāteh-ye Bām ligger 1 750 meter över havet och antalet invånare är 274.
Terrängen runt Kalāteh-ye Bām är kuperad åt nordost, men åt sydväst är den platt.Runt Kalāteh-ye Bām är det ganska glesbefolkat, med 31 invånare per kvadratkilometer. Närmaste större samhälle är Now Deh, 8,3 km nordväst om Kalāteh-ye Bām. Omgivningarna runt Kalāteh-ye Bām är i huvudsak ett öppet busklandskap.